# Champ de Mars (Métro Paris)
Champ de Mars [ʃɑ̃ d(ə) maʁs] ist eine unter der Place Joffre außer Betrieb genommene Station der Pariser Métro an der südlichsten Ecke der Großgrünfläche Champ de Mars im 7. Arrondissement. Sie befindet sich zwischen den Stationen La Motte-Picquet – Grenelle und École Militaire der Linie 8. Die Station wurde am 13. Juli 1913 eröffnet und am 2. September 1939 geschlossen.
Die Schließung wurde durch den Eintritt Frankreichs in den Zweiten Weltkrieg und der damit einhergehenden Mobilmachung der Arbeiter der Compagnie du chemin de fer métropolitain de Paris (CMP) veranlasst. Wie auch bei den am selben Tag stillgelegten Metro-Stationen Arsenal (Linie 5), Croix-Rouge (Linie 10) und Saint-Martin (Linien 8 und 9) sah man wegen der geringen Distanz zu den benachbarten Stationen später von einer Wiedereröffnung zugunsten der verkürzten Fahrzeiten ab.

## Bahnhof

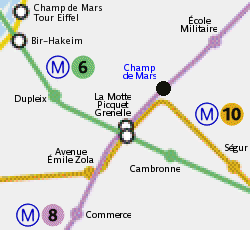
Lage von Champ de Mars im Métronetz

Die Station verfügte über zwei Eingänge beidseitig der Place Joffre. Der Treppenabgang auf der Seite zum Champ de Mars ist noch vorhanden, der südöstliche Zugang vor der École militaire wurde zum Lüftungsschacht umgebaut.
Von der kleinen, etwa H-förmigen Zwischenebene gehen die beiden Treppen zu den Seitenbahnsteigen nach Nordosten und die Aufgänge zum Straßenraum nach Südwesten ab. Der dazwischenliegende Verbindungsgang liegt etwa rechtwinklig über dem Tunnel der Linie 8, welcher dem Verlauf der Place Joffre von Nordost nach Südwesten folgt.
Südlich des U-Bahnhofs schließt sich im Streckentunnel ein Abstell- und ein Verbindungsgleis von der Linie 8 zur Linie 10 in Richtung Auteuil und Boulogne an. Vor der Verlängerung nach Balard im Jahr 1937 nutzte die Linie 8 diesen Abzweig regulär und endete jenseits der Seine in der Blockschleife Auteuil.